# Radioactive (cântec)
„Radioactive” este un cântec al cantautoarei galeze Marina and the Diamonds din versiunea deluxe de pe al doilea album de studio Electra Heart (2012). Acesta a fost lansat pe data de 23 septembrie 2011, ca primul single promoțional de pe album; a precedat lansarea oficială a single-ului principal "Primadonna" în 20 martie 2012.

## Informații generale
Diamandis a spus despre "Radioactive":
Am scris "radioactive", în New York, în mijlocul unui val de căldură. Introdus intr-o nouă viață de noapte strălucitoare, m-am îndrăgostit de New York; are această magie, scânteiînd energie albă ca nici un alt oraș din lume are. M-am simțit fericită și am fost inspirată să scriu un cântec care am simțit lumina și euforia, un stil mai raționalizant, minimalist de compozitie. Mi-am schimbat abordarea mea de a compune complet, și, ca rezultat, în scris cantece nu aș fi scris pe cont propriu (de exemplu, pe rahatul meu de Argos tastatura si singură în dormitorul meu de la Londra).
Muzical, "Radioactive" este o piesa dance cu un ritm minimalist Club.

## Videoclipul
Videoclipul pentru "Radioactive" a fost regizat de Caspar Balslev, și este a doua parte a seriei video Electra Heart, în urma cu "Fear & Loathing" (de asemenea, în regia lui Balslev). Acesta a fost filmat în Los Angeles și a avut premiera pe data de 22 august 2011. Înainte de premiera videoclipului, Diamandis a postat mai multe imagini de promovare a videoclipului prin intermediul contului ei oficial de Tumblr, oferind cea mai mare parte de fotografii ale mediului deșert și imagini cu ea într-o peruca blonda.
Diamandis a explicat conceptul din spatele videoclipului într-un interviu cu Popjustice, spunând:
E ca și un lucru de anii 70, este stabilit în deșert ... cred doar ca fiecare artist are întotdeauna ceva de la miezul lor, care îi fascinează și îi inspiră. La început am avut exact aceeași gîndire "O, Doamne, sunt încă inspirată de America, nu vreau să fac "Hollywood Pt II". Și nu e așa. Sunt foarte inspirată de acest subiect și de cultură și cred că va fi întotdeauna. E un mod în care fiecare artist pe termen lung are întotdeauna un fir care trece prin imaginea lor, sau versurile lor, și asta e al meu. America.
Centrele video in jur de Diamandis și însoțitorul ei de sex masculin pe fugă. Primele scene arata pe ei doi facând o valiza într-o mașină, aplicând o peruca alba-blonda și parăsind locul impreuna cu partenerul ei. După aceasta, cei doi sunt aratați distugînd o casă, ajunge la un motel, cumpară alimente de la un supermarket, în timp ce sunt deghizați și așezati într-un restaurant. Scenele finale sunt dotate de Diamandis dansând pe străzi și cuplul rătăcind în deșert. Diamandis iși da jos peruca și continuă să rătăcească singură în deșert.

## Lista pieselor
- iTunes EP[8]

1. "Radioactive" – 3:46
2. "Radioactive" (Tom Staar Remix) – 5:20
3. "Radioactive" (Chuckie Big House Mix) – 6:00
4. "Radioactive" (How to Dress Well Remix)– 5:12
5. "Radioactive" (Captain Cuts Remix) – 4:06
6. "Radioactive" (Acoustic) – 3:30
7. "Radioactive" (Extended Edit) – 4:43

## Clasamente
| Clasament (2011)                 | Poziție maximă |
| -------------------------------- | -------------- |
| Irlanda (IRMA)                   | 37             |
| Scoția (Official Charts Company) | 25             |
| Regatul Unit (UK Singles)        | 25             |

## Istoricul lansărilor
| Țara         | Data lansării      | Casă de discuri               | Format              |
| ------------ | ------------------ | ----------------------------- | ------------------- |
| Australia    | 23 septembrie 2011 | Warner Music                  | Descărcare digitală |
| Irlanda      | 30 septembrie 2011 | 679 Artists, Atlantic Records | Descărcare digitală |
| Regatul Unit | 30 septembrie 2011 | 679 Artists, Atlantic Records | Descărcare digitală |